# Hermann Vogt (General, 1922)
Hermann Vogt (* 15. Dezember 1922 in Glogau; † 29. Juni 2021 in Bad Neuenahr) war ein deutscher Offizier der Wehrmacht und Generalmajor des Heeres der Bundeswehr.

## Leben
Vogt, Sohn eines Rektors, diente ab Mai 1941 in der Wehrmacht, wo er bei der 3. Kompanie des Infanterieersatzbataillons 472 in Mülhausen als Offizieranwärter eintrat. Er kämpfte als Teil der 9. Infanterie-Division, später 71. Infanterie-Division in Russland. Am 1. März 1944 wurde er zum Leutnant befördert. Zuletzt war er Zugführer im II. Bataillon des Grenadierregiments 191 am Monte Cassino in Italien. Im Mai 1944 geriet bis November 1947 in US-amerikanische französische Kriegsgefangenschaft.
Nachdem er 1949 in der Landwirtschaft in Hessen tätig gewesen war, wanderte Vogt nach Algerien aus, wo er Landwirt und Tierzüchter auf der französischen Domaine Bled Ben Ismael in Affreville war. Aufgrund des Algerienkrieges kehrte er nach Deutschland zurück.
Vogt trat im November 1956 in die Bundeswehr ein. Er war Kompanieführer und S1-Offizier im Grenadierbataillon 22 in Hann. Münden und Fritzlar und Adjutant des Kommandierenden Generals des III. Korps, Smilo von Lüttwitz, in Koblenz. Von 1959 bis 1960 absolvierte er den 3. Generalstabslehrgang Heer an der Führungsakademie der Bundeswehr in Hamburg, wo er zum Offizier im Generalstabsdienst ausgebildet wurde. Danach war er G4 der Panzergrenadierbrigade 31 in Oldenburg, G3 der 11. Panzergrenadierdivision in Oldenburg und Bataillonskommandeur des Versorgungsbataillons 316 in Delmenhorst. Von 1967 bis 1970 war er Verbindungsoffizier an der École supérieure de guerre in Paris. Anschließend war er als Oberst für zwei Jahre Chef des Stabes der 2. Jägerdivision. Vogt kommandierte vom 6. April 1972 bis 29. Mai 1975 die Panzergrenadierbrigade 7 der Bundeswehr mit Sitz in Hamburg-Fischbek. Für vier Jahre wurde er Leiter der Unterabteilung, später Stabsabteilung V im Führungsstab des Heeres im Bundesministerium der Verteidigung. Vom 1. Oktober 1979 bis 31. März 1983 war er Befehlshaber im Wehrbereich IV in Mainz. Mit Ablauf des März 1983 schied er als Generalmajor aus der Bundeswehr aus.
Vogt war verheiratet und hatte einen Sohn sowie zwei Töchter.

## Auszeichnungen
- Eisernes Kreuz II. Klasse
- Verwundetenabzeichen in Schwarz
- Großes Verdienstkreuz des Verdienstordens der Bundesrepublik Deutschland (1982)